# Відходи вуглезбагачення
Відходи вуглезбагачення — гірські породи, що вилучаються при збагаченні вугілля у породну фракцію, а також частина органічної речовини вугілля, недовилученої у вугільний концентрат.

## Загальний опис
Втрати мінеральних компонентів з відходами вуглезбагачення, а також в золі спалюваного енергетичного вугілля складають сотні мільйонів тонн на рік. Маса гірських порід, що попутно вилучаються при видобутку вугілля, постійно зростає і вже зараз перевищує масу видобутого вугілля .
Мінеральні домішки кам'яного вугілля мають різне походження. Вони містять: мінеральну частину рослинної речовини, з якої утворилося вугілля; мінеральні осади, що потрапили у вугілля при накопиченні рослинної речовини на початкових стадіях вуглефікації (вторинна мінералізація); мінерали інфільтрації, які потрапили у вугільні пласти з вод; уламки підошви і покрівлі пластів, що потрапили у вугілля під час його видобутку.
Основна кількість мінеральних речовин, що супроводжують викопне вугілля, створюють три класи: силікати, в основному алюмосилікати, тобто глини і сланці; сульфіди, у яких переважає сульфід заліза, і карбонати кальцію, магнію і частково заліза. Ці три класи мінералів складають 90 — 98 % усієї мінеральній частини вугілля.
З метою усунення шкідливого впливу відходів вуглезбагачення на природу виконуються роботи, направлені на створення технологій збагачення вугілля, які забезпечують максимально можливе зниження випуску відходів, і утилізацію відходів вуглезбагачення.
Мінерали, що входять до складу мінеральних утворень вугілля, наведені в табл.

Мінерали, що входять до складу мінеральних утворень вугілля

Питання зниження випуску відходів і створення екологічно чистих збагачувальних фабрик стають актуальними при проектуванні і удосконаленні технології збагачення діючих вуглезбагачувальних фабрик. Створення маловідходної технології передбачає перш за все застосування найбільш ефективних процесів, обладнання і технологічних режимів, розроблених з урахуванням характеристик збагачуваного вугілля, які забезпечують максимальне вилучення у концентрати сухої беззольної маси і зниження її втрат з відходами.

## Рекультивація земель, зайнятих відходами вуглезбагачення
Землі, використовувані для складування відходів вуглезбагачення, займають значні площі і служать джерелом забруднення навколишнього середовища пилом і газами. Зменшення земельних площ, відчужуваних для складування відходів, досягається застосуванням різних схем обробки відходів збагачення.
Найпростішою є схема зі згущенням відходів флотації до вмісту твердого 700—800 кг/м3, після чого вони змішуються з породою гравітаційного відділення в співвідношенні 1:4 (за масою). Якщо отримана суміш виявляється недостатньо зневодненою, у суміш додають негашене вапно в кількості 1 — 10 кг/т. Підготовлену в такий спосіб суміш відходів можна транспортувати автосамоскидами в плоскі відвали, яри, відпрацьовані кар'єри. Засипані площі після покриття шаром чорнозему піддають рекультивації.
Різновидом розглянутої технології є схема, за якою до згущених відходів флотації для стабілізації суміші флотовідходів з крупною породою додають цемент (6 % від маси твердої фази у відходах).
Перспективною є технологічна схема, яка передбачає послідовне зневоднення відходів флотації в циліндроконічних згущувачах і фільтр-пресах і складування їх разом з відходами гравітаційного відділення.
Маса відходів вуглезбагачення, що знаходяться у відвалах, обчислюється десятками мільйонів тонн. Відвали минулих років (в основному терикони), які звичайно розташовані поблизу або усередині населених пунктів, є джерелами пило- і газоутворення, а також займають значні площі, які можуть бути використані під забудову.
Можливі такі технологічні рішення по приведенню площ, зайнятих відвалами, у первинний стан або під забудову:
- розробка териконів з вивозом породи для використання її як закладний матеріал або для заповнення вільних ємностей у кар'єрах;
- гасіння і перетворення форми териконів у плоскі відвали, озеленення і використання їх як вільних територій, позбавлених зон шкідливого впливу;
- планування породної маси на вільній площі або в межах терикону;
- осушення, нанесення ґрунтового шару і озеленення територій, зайнятих басейнами-сховищами.
У проекті фабрики повинні бути обґрунтовані рішення по відновленню земель, зайнятих відвалами і сховищами. Передбачаються способи зняття родючого шару ґрунту, транспортування його до місця укладання або тимчасового збереження, нанесення родючого шару на відновлювані землі, облаштування дренажу і комунікацій.